# レイ・スティーブンス
レイ・スティーブンス（Ray Stevens、本名：Carl Raymond Stevens、1935年9月5日 - 1996年5月3日）は、アメリカ合衆国のプロレスラー。ウェストバージニア州ポイントプレザント出身。
現役選手時代は "The Crippler" または "The Blond Bomber" の異名を持つ金髪のヒールとして活躍した。小柄ながら、気風のいいファイトスタイルとケレン味のある試合巧者ぶりで一時代を築き、スーパースター・ビリー・グラハムやリック・フレアー、さらにはドリー・ファンク・ジュニアまで、彼から影響を受けた選手は数多い。
日本では「レイ・スチーブンス」とも表記されていたが、本項では原音に近い表記を使用する。

## 来歴
当時売り出し中だったバディ・ロジャースに憧れて1951年に15歳でプロレスラーとしてデビュー（日本に紹介されたプロフィールでは生年は1934年で、地元の不良少年だったが父親の死後にオハイオ州コロンバスに移住し、YMCAでレスリングをしていたときにロイ・シャイアーに認められ、1949年にプロ入りしたとされている）。ドン・ファーゴやシャイアーのパートナーとなってヒールのキャリアを積み、シャイアーとのタッグでは彼の弟と称してレイ・シャイアー（Ray Shire）を名乗った。
1960年代に入るとリングネームをレイ・スティーブンス（Ray Stevens）に戻し、シャイアーが運営していたサンフランシスコ地区を主戦場に活動。1960年11月、ボボ・ブラジルを下して同地区認定の初代USヘビー級チャンピオンとなる。以降、カウボーイ・ボブ・エリス、ウイルバー・スナイダー、エドワード・カーペンティア、カール・ゴッチ、パット・オコーナー、キンジ・シブヤ、ビル・ワット、カーティス・イヤウケアらを相手に、1970年にかけての10年間で通算9回に渡って戴冠した。戴冠中の1967年7月15日にはサンフランシスコに遠征してきたブルーノ・サンマルチノのWWWF世界ヘビー級王座に挑戦し、カウントアウト勝ちを収めている（タイトルは移動せず）。
その間には、ジム・バーネットが主宰していたオーストラリアのワールド・チャンピオンシップ・レスリングにも参戦。1965年1月にドミニク・デヌーチ、1966年12月にスパイロス・アリオンを破り、同団体のフラッグシップ・タイトルだったIWA世界ヘビー級王座を2度獲得している。1968年7月には日本プロレスの『第一次サマー・シリーズ』に初来日。7月29日に札幌中島スポーツセンターにてスカル・マーフィーと、8月9日には田園コロシアムにてサンマルチノと組み、ジャイアント馬場&アントニオ猪木のBI砲が保持していたインターナショナル・タッグ王座に2回挑戦した。
サンフランシスコでは1960年代後半より、パット・パターソンをパートナーに金髪の悪役タッグチーム、ブロンド・ボンバーズ（The Blond Bombers）を結成。ザ・デストロイヤー&ビリー・レッド・ライオン、モンゴリアン・ストンパー&サイクロン・ネグロ、ペドロ・モラレス&ペッパー・ゴメスなどのチームと世界タッグ王座を争う。弟分のパターソンとは後に仲間割れを起こし、USヘビー級王座を巡り抗争したこともあった。
1971年7月より、当時サンフランシスコ地区と提携していたAWAに参戦。ボビー・ヒーナンをマネージャーに従えてニック・ボックウィンクルとタッグを組み、1972年1月20日にザ・クラッシャー&レッド・バスチェンからAWA世界タッグ王座を奪取する。その後、同年12月30日にバーン・ガニア&ビル・ロビンソン、1974年7月21日にクラッシャー&ロビンソンに敗れタイトルを失うが、いずれも短期間で奪回。1975年8月16日にクラッシャー&ディック・ザ・ブルーザーに王座を明け渡すまで、AWAを代表する悪党王者チームとして活躍した（ボックウィンクルとのコンビでは1972年にNWAのフロリダ地区にも参戦し、同年7月20日にヒロ・マツダ&ティム・ウッズからNWAフロリダ・タッグ王座を奪取している）。
この間、1974年11月に国際プロレスの『ワールド・チャンピオン・シリーズ』にAWA世界タッグ王者としてボックウィンクルと共に来日（同シリーズにはAWA世界ヘビー級王者のガニアも来日しており、AWAの世界王者3人が揃い踏みしたことで話題になった）。シングルでは11月4日にマイティ井上のIWA世界ヘビー級王座に挑戦し、11月15日にはラッシャー木村と金網デスマッチで対戦。ボックウィンクルとのコンビでは、11月21日に大阪府立体育館にて、IWA世界タッグ王者チームの木村&グレート草津との「AWA対IWA」のダブルタイトルマッチが行われた。
AWA世界タッグ王座陥落後、1975年下期はザ・ファンクスがプロモートしていたテキサス西部のアマリロ地区にて活動、ボビー・ジャガーズらを破りブラスナックル王座を通算3回獲得した。翌1976年1月にはアマリロとの提携ルートで全日本プロレスの『新春ジャイアント・シリーズ』前半戦に特別参加、ミル・マスカラスやターザン・タイラーとタッグを組み、ジャンボ鶴田ともシングルマッチで対戦した。同年5月からはフロリダ地区に再登場、ダスティ・ローデスとも抗争を展開した。
1977年1月、古巣のAWAでヒーナンと仲間割れしてベビーフェイスに転向。かつてのパートナーだったボックウィンクル、ブラックジャック・ランザ、ボビー・ダンカンらヒーナン・ファミリーとの連戦が行われた。しかし、翌1978年2月よりヒールに戻り、AWAに転戦してきたパターソンとのブロンド・ボンバーズを再結成。9月23日、前王者ハイ・フライヤーズの片割れジム・ブランゼルの負傷欠場による王座剥奪に伴い、新王者チームに認定され世界タッグ王座に返り咲く。以降、ハイ・フライヤーズ（ブランゼル&グレッグ・ガニア）をはじめ、マイティ・イゴール&ルーファス・ジョーンズ、ポール・エラリング&スティーブ・オルソノスキーなどのチームを相手に、1979年6月6日にバーン・ガニア&マッドドッグ・バションに敗れるまで防衛を続けた。
1979年下期からはNWAの南部テリトリーを転戦して、9月にはフロリダ地区にベビーフェイスのポジションで登場。ドン・ムラコ、キラー・カーン、ミスター・ヒト、ミスター・サクラダ、バグジー・マグローなどと対戦した。11月からはジム・クロケット・ジュニア主宰のミッドアトランティック地区で活動。ジン・アンダーソンをマネージャーに迎えてヒールに戻り、翌1980年から1981年にかけて、グレッグ・バレンタイン、ジミー・スヌーカ、イワン・コロフとパートナーを変えて、リッキー・スティムボート&ジェイ・ヤングブラッド、ポール・ジョーンズ&マスクド・スーパースターなどのチームを破り、同地区認定のNWA世界タッグ王座を3回獲得した。1981年9月からはジョージア地区に出場、トーア・カマタ、グレート・メフィスト、テリー・ゴディらと共闘してミスター・レスリング2号やトミー・リッチと対戦した。

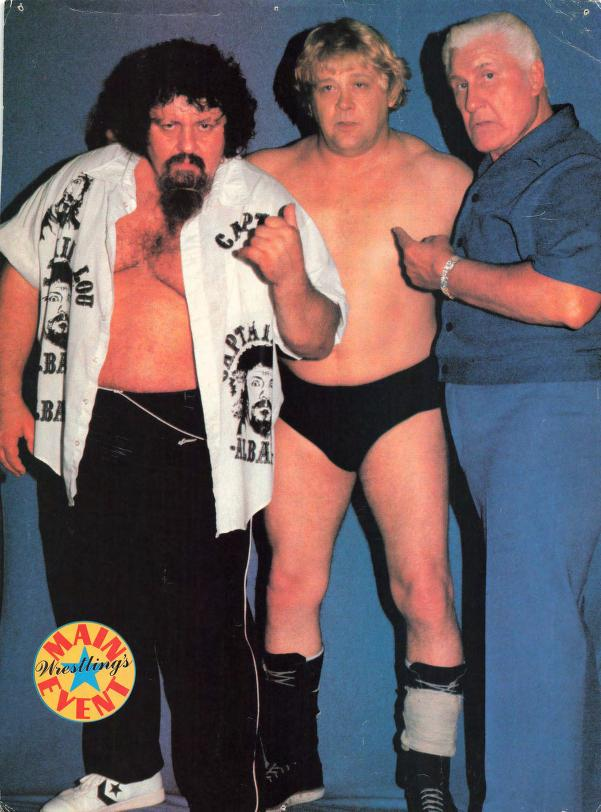
左からルー・アルバーノ、スティーブンス、フレッド・ブラッシー（1983年）

1982年9月より、WWFを約1年間サーキット。フレッド・ブラッシーとキャプテン・ルー・アルバーノの2人をマネージャーに、WWFヘビー級王者ボブ・バックランドに挑戦する一方、ミッドアトランティック地区でのパートナーだったスヌーカと因縁の抗争を展開した。1983年5月16日にはニューヨーク州ロチェスターにて、当時WWFに遠征していた藤波辰巳と対戦しているが、新日本プロレスへの来日は実現していない。
WWF離脱後の1983年10月からはベビーフェイスとしてAWAに復帰。以降もセミリタイアの状態ながらAWAに単発出場し、1987年5月2日、かつて主戦場としていたサンフランシスコにて開催された "SuperClash II" ではマーティ・ジャネッティ&ショーン・マイケルズのミッドナイト・ロッカーズともトリオを組んでいる。末期のAWAではカラー・コメンテーターも務め、AWAが活動を停止した1991年からはダラスのインディー団体GWFのオフィスで働き、1992年にプロレス界から引退した。
1996年5月3日、心臓発作のため60歳で死去。没後の2013年にはNWA殿堂、2020年にはWWE殿堂のレガシー部門に迎えられた。

## 得意技
- ダイビング・フット・スタンプ
- ダイビング・ニー・ドロップ
- パイルドライバー（WWFでのジミー・スヌーカとの抗争では、この技をコンクリートのフロア上でスヌーカに仕掛け病院送りにするというアングルが組まれた[31]）

## 獲得タイトル
NWAミッドアメリカ
- NWA南部ジュニアヘビー級王座（テネシー版）：4回[32]

アメリカン・レスリング・アライアンス / NWAサンフランシスコ
- AWA USヘビー級王座 / NWA USヘビー級王座（サンフランシスコ版）：9回[5]
- AWA世界タッグ王座 / NWA世界タッグ王座（サンフランシスコ版）：6回（w / ドン・マノキャン、パット・パターソン×2、ピーター・メイビア×2、ムーンドッグ・メイン）[10]

アメリカン・レスリング・アソシエーション
- AWA世界タッグ王座：4回（w / ニック・ボックウィンクル×3、パット・パターソン）[13]

NWAミッドパシフィック・プロモーションズ
- NWA USヘビー級王座（ハワイ版）：1回[33]

チャンピオンシップ・レスリング・フロム・フロリダ
- NWAフロリダTV王座：2回[34]
- NWAフロリダ・タッグ王座：2回（w / ニック・ボックウィンクル、マイク・グラハム）[14]

NWAウエスタン・ステーツ・スポーツ
- NWAテキサス・ブラスナックル王座（アマリロ版）：3回[17]

ミッドアトランティック・チャンピオンシップ・レスリング
- NWAミッドアトランティック・ヘビー級王座：1回[35]
- NWA世界タッグ王座（ミッドアトランティック版）：3回（w / グレッグ・バレンタイン、ジミー・スヌーカ、イワン・コロフ）[23]

ワールド・チャンピオンシップ・レスリング
- IWA世界ヘビー級王座（オーストラリア版）：2回[7]
- IWA世界タッグ王座（オーストラリア版）：1回（w / アート・ネルソン）[36]

ナショナル・レスリング・アライアンス
- NWA殿堂：2013年[29]

WWE
- WWE殿堂（レガシー部門）：2020年[30]

## マネージャー
- ボビー・ヒーナン（AWA）
- ジン・アンダーソン（MACW）
- グレート・メフィスト（GCW）
- フレッド・ブラッシー（WWF）
- ルー・アルバーノ（WWF）

## 追記
- 多くの選手に影響を与えたように、レスラー間での評価は非常に高い[37]。来日回数が通算3回と少なく、日本では実績を残せなかったものの、ジャイアント馬場は自著において「小粒だが、何から何までいいものを持っている一流レスラー」と評した[38]。タイガー戸口は「彼から学ぶべきところはいっぱいある。今でも生きていたら、金を払ってでもスティーブンスの試合が観たい」[39]、マイティ井上は「試合後にスティーブンスから "いい動きをしていた" と言われたのは、他のレスラーに褒められるよりも嬉しかった」[37]などとインタビューで答えている。
- キャリア末期にWWFでスティーブンスのマネージャーを務めていたフレッド・ブラッシーは、入場時に先導する際に何度も踵を踏まれてよろけさせられるなど、悪戯好きでもあったスティーブンスを「天性のクソ野郎」と言いつつも、「天性の才能の持ち主」として、彼が引退する前に一緒の時間を過ごせて良かったと自著に記している[31]。
- カート・レーシングのレーサーとしても活動しており、サンフランシスコ地区のUSヘビー級王者時代の1962年7月には、レース中の事故で足首を骨折してタイトルを返上している（王座決定戦でフレッド・ブラッシーを破ったペッパー・ゴメスが新王者となったが、翌1963年1月26日にゴメスからの奪回に成功）[5]。